# Marco Maronese
Marco Maronese (Motta di Livenza, 25 de diciembre de 1994) es un ciclista italiano.

## Palmarés
2016
- Circuito del Porto-Trofeo Arvedi[3]